# 香港四邑商工總會

## 歷史簡介
香港四邑商工總會由台山、新會、開平、恩平四縣旅港鄉親組成，1909年成立，初名「香港四邑商工總局」，1951年更名「香港四邑商工總會」。戰後初年，於港九開辦義學。1963年相繼開辦中學2間、小學及特殊學校2間，多年來利用捐助資財購置物業，以租金收入，作經常性開支、補助學校、慈善公益等。

## 現開辦學校

### 中學
- 香港四邑商工總會黃棣珊紀念中學
- 香港四邑商工總會陳南昌紀念中學

### 小學
- 香港四邑商工總會新會商會學校

### 特殊教育
- 香港四邑商工總會陳南昌紀念學校

## 曾開辦/曾擬開辦學校
- 香港四邑商工總會陳黎繡珍紀念學校（2006年停辦）
- 香港四邑商工總會岑維休紀念學校[1]（無法投得校舍，放棄開辦）

## 理事長
- 第三十一屆 黄乾禧先生 [2]

## 外部參考
- 官方網站
- 黃棣珊紀念中學網址 （页面存档备份，存于）
- 陳南昌紀念中學網址 （页面存档备份，存于）
- 新會商會學校網址 （页面存档备份，存于）
- 陳南昌紀念學校網址 （页面存档备份，存于）
- 新會區政府網頁對本協會的簡介